# Вооружённые силы Португалии
Вооружённые силы Португалии (порт. Forças Armadas Portuguesas) — совокупность органов военного управления, войск, сил и служб Португалии, предназначенных для защиты свободы, независимости и территориальной целостности государства.

## История
В 1793 году Португалия присоединилась к 1-й антифранцузской коалиции, но после испано-португальской войны 1801 года была вынуждена заключить мир с Испанией и Францией. В ходе Наполеоновских войн в ноябре 1807 года французские войска вторглись в Португалию. Кроме того, в 1809-1817 гг. португальские войска оккупировали Французскую Гвиану.
В октябре 1910 года в стране началось восстание, которое поддержали армия и флот (в результате Португалия была провозглашена республикой).
После начала летом 1914 года первой мировой войны Португалия объявила о своём нейтралитете, но с 1916 года участвовала в войне на стороне Антанты. 
Начавшийся в 1929 году всемирный экономический кризис осложнил положение в стране и в январе 1934 года началось восстание, для подавления которого использовались войска и полиция.
В середине 1930х годов Португалия подписала пакт Сааведра Ламаса.
После начала войны в Испании, в августе 1936 года был создан Международный комитет по применению соглашения о невмешательстве в дела Испании (который объявил решение о запрете поставок оружия и доставки войск в Испанию). 22 февраля 1937 года на конференции в Лондоне было объявлено решение о организации патрулирования морских и сухопутных границ Испании для предотвращения доставки грузов военного назначения в страну и контрабанды оружия из Испании, в соответствии с которым Португалия была обязана с 6 марта 1937 года обеспечить патрулирование проходившей по суше границы с Испанией под контролем Великобритании.
После начала второй мировой войны Португалия объявила о нейтралитете, однако после переговоров с США в 1943-1945 гг. предоставила в аренду США военные базы на Азорских островах (авиабазу Лагенс на острове Терсейра и аэродром на острове Санта-Мария), которые стали важнейшими пунктами дозаправки самолётов США при перелёте через Атлантический океан, а также использовались как запасные аэродромы. После окончания войны военное присутствие США на Азорских островах было закреплено двусторонними соглашениями между Португалией и США.
4 апреля 1949 года Португалия вступила в блок НАТО. В то время вооружённые силы Португалии были крупнейшими в Западной Европе и при этом хорошо вооружёнными, имея как немецкую военную технику, так и технику стран антигитлеровской коалиции.
Режим Салазара — Каэтану постоянно наращивал военную мощь Португалии. При Каэтану на вооружённые силы направлялось почти 2/5 от общей суммы государственных расходов.
В 1951 году было создано первое парашютно-десантное подразделение - десантный батальон (в 1961 году переформированный в полк двухбатальонного состава).
В октябре 1963 года было объявлено о предоставлении ФРГ военной базы в Беже (на территории провинции Алентежу), в апреле 1964 года было подписано франко-португальское соглашение о создании французской военной базы на Азорских островах.
В 1973 году вооружённые силы комплектовались по призыву (продолжительность действительной военной службы в армии составляла два года, в ВВС - три года, в ВМС - четыре года) и состояли из сухопутных войск, ВВС, ВМС и войск внутренней безопасности. Общая численность регулярных вооружённых сил составляла около 220 тыс. человек (без войск внутренней безопасности).
- сухопутные войска насчитывали около 180 тыс. человек, состояли из одной дивизии, отдельных пехотных, танковых, артиллерийских, бронеразведывательных полков и отдельных пехотных батальонов[2].
- ВВС насчитывали свыше 20 тыс. человек, имели около 160 боевых самолётов и состояли из нескольких эскадрилий[2].
- ВМС насчитывали около 18 тыс. человек и включали в себя флот (свыше 50 боевых кораблей, в том числе 4 подлодки) и морскую пехоту (свыше 3 тыс. человек)[2]

Кроме того, на территории страны находились иностранные военные базы и иностранные войска.
После революции гвоздик 1974 года в связи с ликвидацией колониальной системы отпала необходимость в большой армии и флоте.
В 2002 - 2021 гг. Португалия принимала участие в войне в Афганистане, в 2003-2005 гг. принимала ограниченное участие в войне в Ираке.
В 2013 году вооружённые силы насчитывали свыше 43 тыс. человек, численность организованных резервов составляла 210,9 тыс. человек
- сухопутные войска насчитывали около 25,7 тыс. человек, 225 танков, около 480 бронетранспортёров, 40 бронемашин, свыше 360 полевых орудий и 21 орудие береговой артиллерии, свыше 175 миномётов, 118 ПУ ПТУР, 93 зенитные артиллерийские установки, 37 зенитных ракетных комплексов и 15 ПЗРК[3].
- ВВС насчитывали 7,1 тыс. человек и 8 эскадрилий (70 боевых самолётов, 45 транспортных самолётов, 40 учебных самолётов, 12 вертолётов боевого обеспечения, 18 транспортных вертолётов и 34 беспилотных летательных аппарата)[3].
- ВМС насчитывали свыше 10,5 тыс. человек и включали в себя флот, морскую пехоту (свыше 1,4 тыс. человек, 4 бронетранспортёра и 15 миномётов) и морскую авиацию (5 вертолётов)[3]

Также имелись военизированные формирования, не входившие в состав вооружённых сил: национальная республиканская гвардия (26,1 тыс. человек, подчинена МВД, но в военное время может быть задействована в интересах вооружённых сил) и полиция национальной безопасности (21,6 тыс. человек). Кроме того, на территории Португалии дислоцируются несколько подразделений вооружённых сил США.
Португалия принимает ограниченное участие в войне в Мали. В январе 2020 года на территории Мали находилось 17 военнослужащих Португалии. 28 марта 2020 года было объявлено о решении сформировать для борьбы с терроризмом на территории Мали группу "Такуба", в состав которой вошли военнослужащие 11 стран Европы (в том числе, группа военнослужащих Португалии), находившиеся под общим командованием Франции.

## Современное состояние
На 1 января 2022 года численность вооружённых сил составляла 27,25 тыс. человек, ещё 24,7 тыс. служили в других военизированных формированиях, в резерве находилось 211,7 тыс. человек. Комплектование вооружённых сил - по призыву и на контрактной основе.
Войска страны принимали участие в нескольких миротворческих операциях ООН (в этих миротворческих операциях погибли 14 военнослужащих Португалии). Помимо военнослужащих вооружённых сил Португалии, в операциях за границами государства принимают участие контрактники Португалии (сотрудники частных военных и охранных компаний).